# Polychrotidae

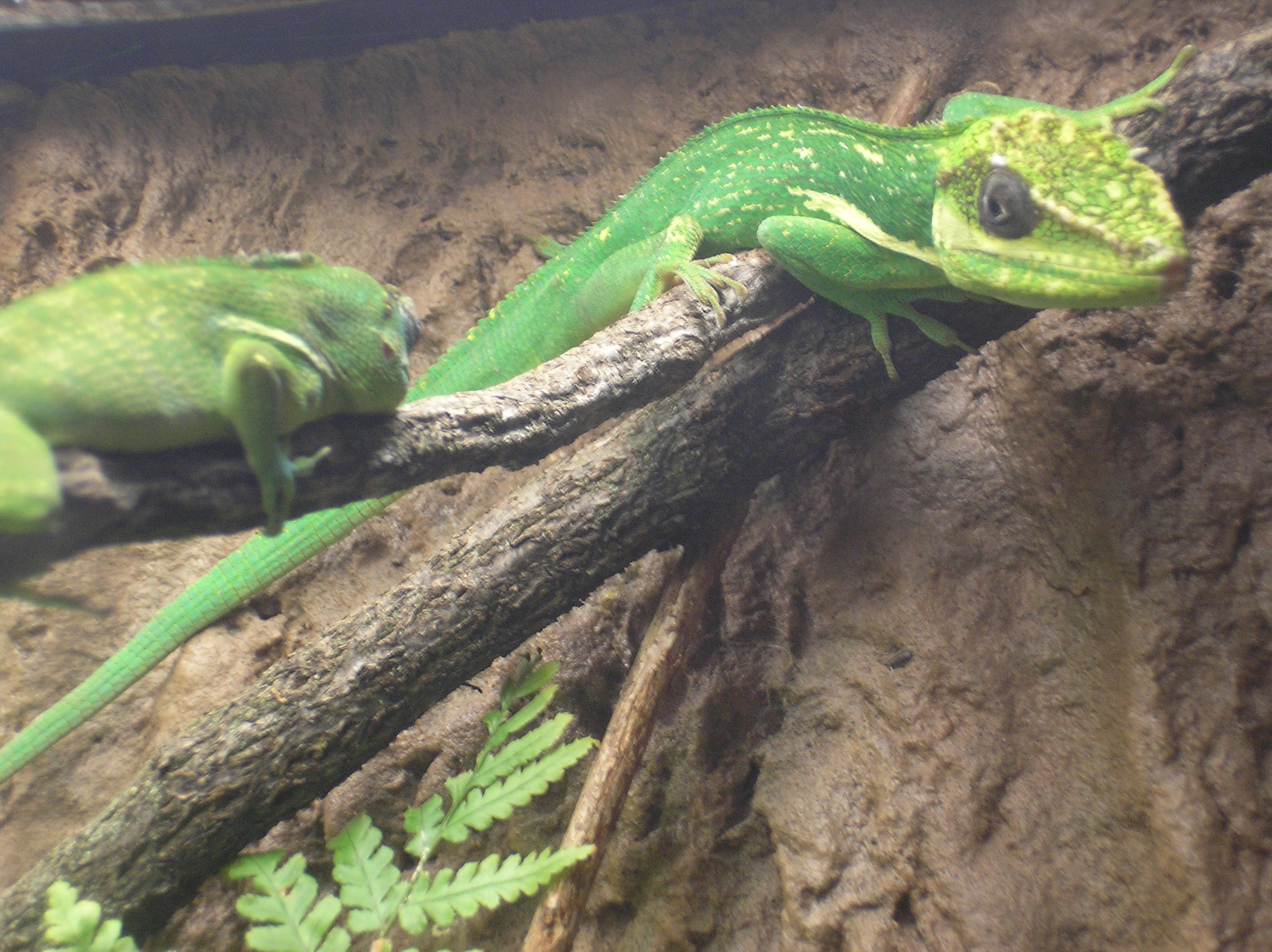
Lovag anolisz (Anolis equestris)

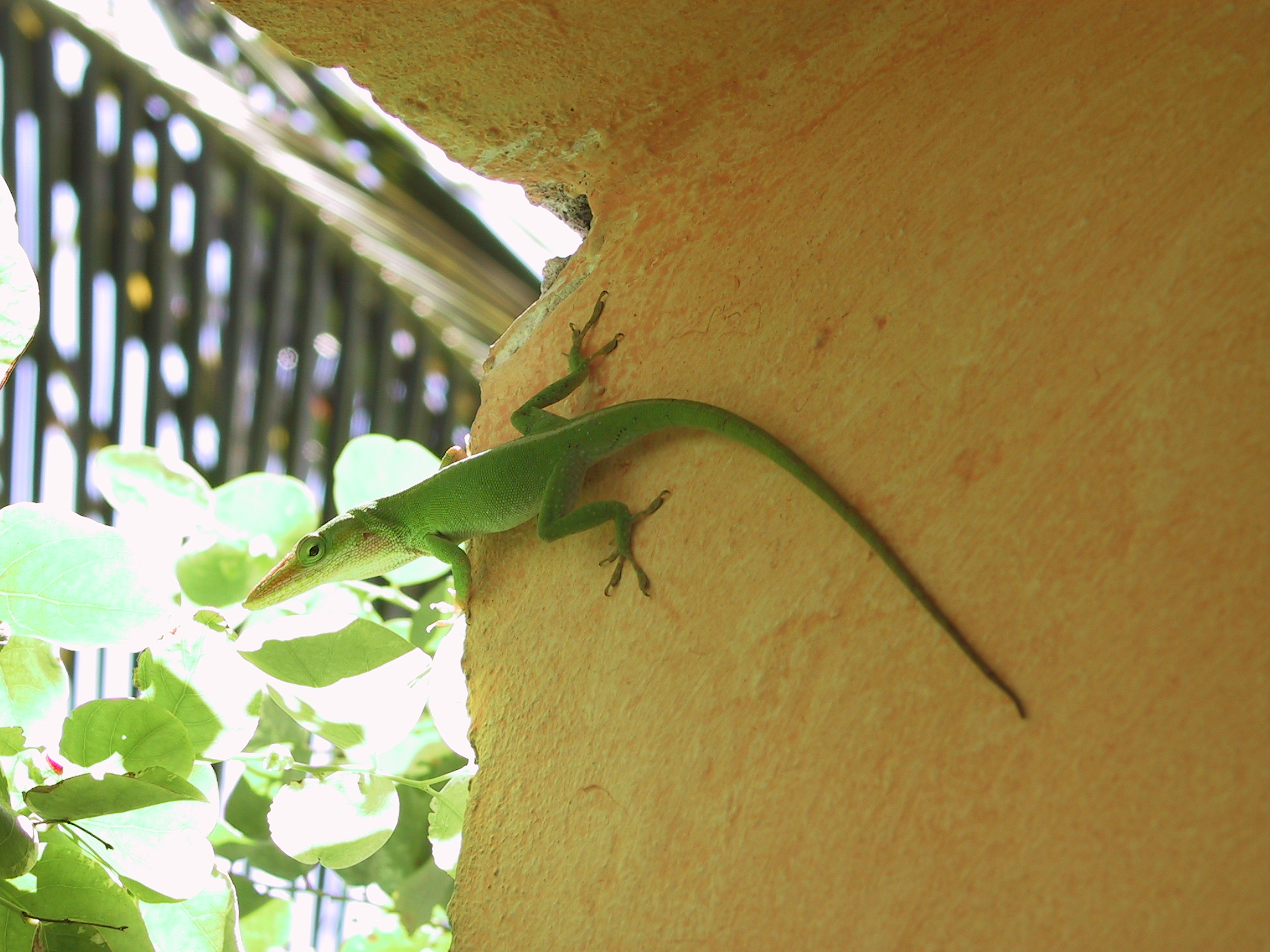
Kubai anolisz (Anolis porcatus)

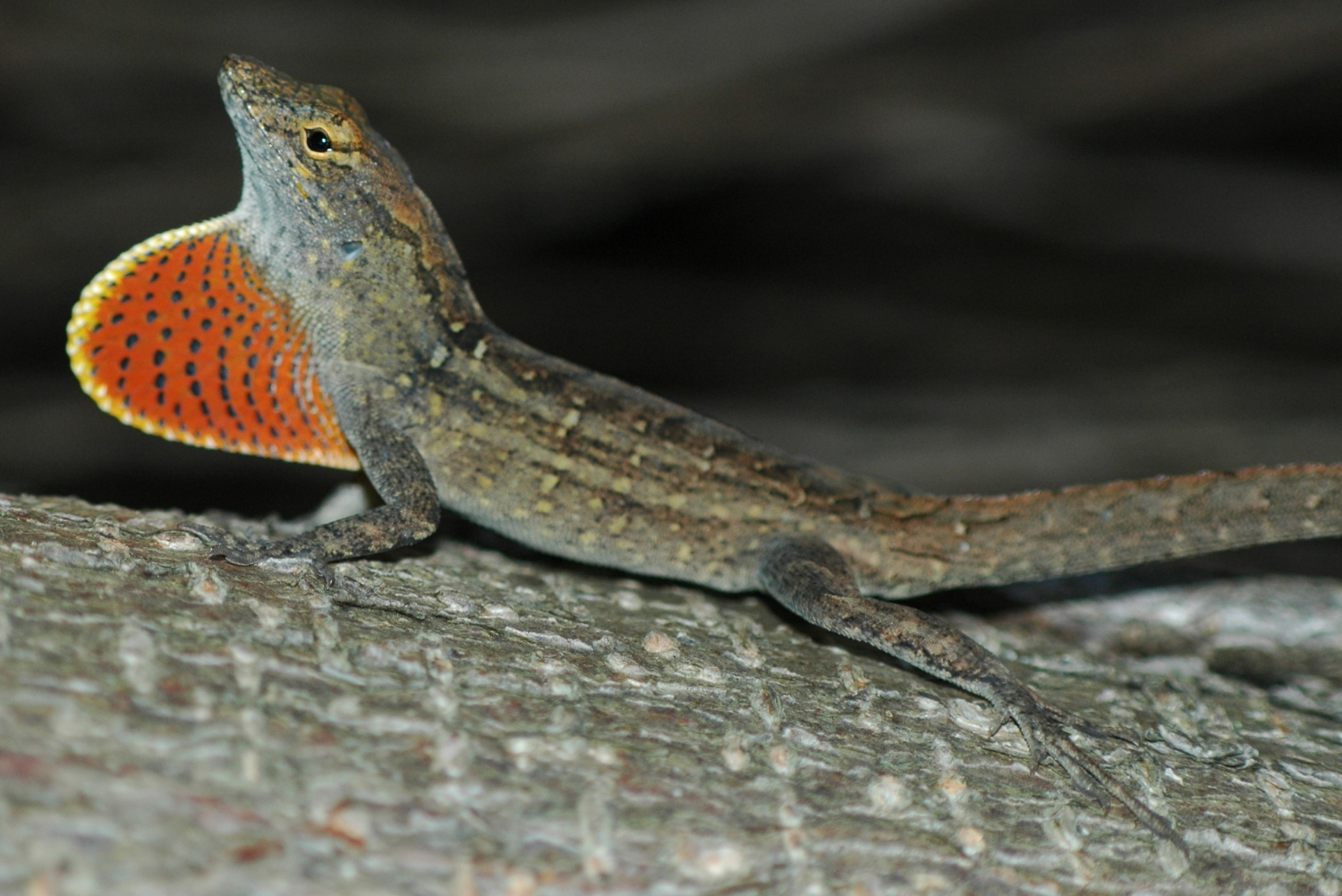
Barna anolisz (Norops sagrei)

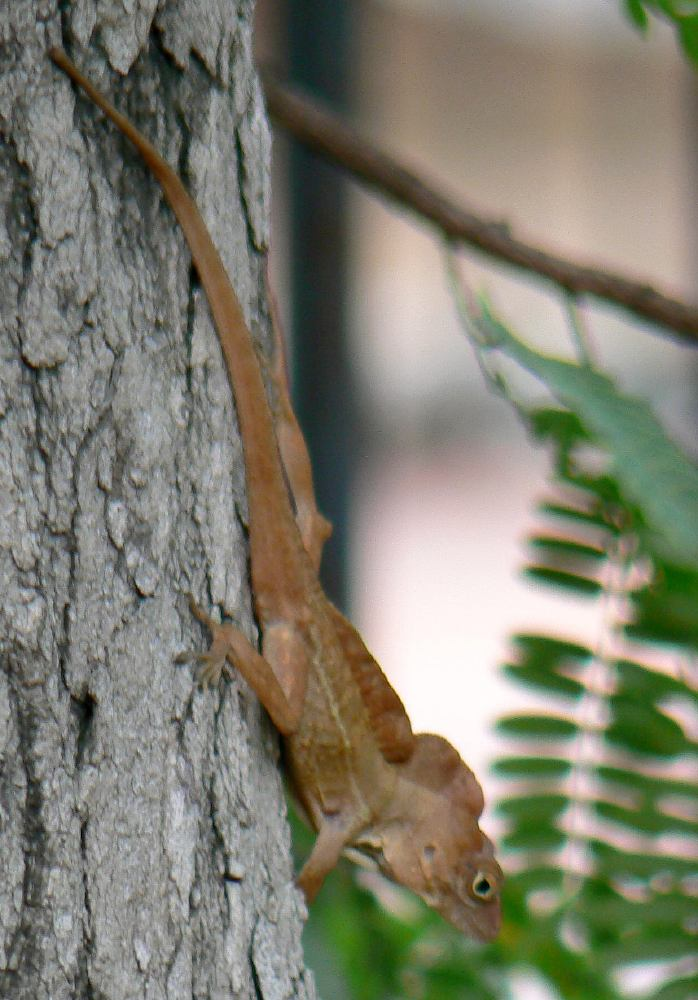
Puerto Rico-i tarajos anolisz (Ctenonotus cristatellus)

A Polychrotidae a hüllők (Reptilia) osztályába a  pikkelyes hüllők (Squamata) rendjébe és a leguánalakúak (Iguania) alrendjébe tartozó család. 8 nem tartozik a családba.

## Rendszerezés
A családba az alábbi nemek és fajok tartoznak:
- Anolis  (Daudin, 1802) – 6 faj
  - Anolis allisoni
  - zöld anolisz (Anolis carolinensis)
  - Anolis chlorocyanus
  - lovag anolisz (Anolis equestris)
  - Anolis longiceps
  - Anolis occultus
  - kubai anolisz (Anolis porcatus)
  - kék anolisz (Anolis gorgonae)
  - jamaicai anolisz (Anolis garmani)
  - Anolis insignis
  - Anolis pachypus

- Chamaeleolis  (Peters, 1854) – 2 faj
  - kubai ál-kaméleon (Chamaeleolis chamaelonides)
  - Chamaeleolis barbatus vagy Anolis barbatus

- Chamaelinorops  (Schmidt, 1919) – 1 faj
  - Chamaelinorops barbouri vagy Anolis barbouri

- Ctenonotus  (Fitzinger, 1843) – 14 faj
  - Ctenonotus acutus vagy Anolis acutus
  - Ctenonotus cooki vagy Anolis cooki
  - Puerto Ricó-i tarajos anolisz (Ctenonotus cristatellus vagy Anolis cristatellus)
  - Ctenonotus cybotes vagy Anolis cybotes
  - Ctenonotus desechensis
  - Ctenonotus distichus vagy Anolis distichus
  - Ctenonotus evermanni vagy Anolis evermanni
  - Ctenonotus ferreus
  - Ctenonotus gundlachi vagy Anolis gundlachi
  - Ctenonotus krugi vagy Anolis krugi
  - Ctenonotus monensis vagy Anolis monensis
  - Ctenonotus poncensis vagy Anolis poncensis
  - Ctenonotus pulchellus vagy Anolis pulchellus
  - Ctenonotus stratulus vagy Anolis stratulus
- Dactyloa  (Wagler, 1830) – 2 faj
  - barbadosi anolisz (Dactyloa extremus vagy Anolis extremus)
  - grenadai anolisz (Dactyloa richardii vagy Anolis richardii)
- Norops  (Wagler, 1830) – 48 faj
  - Norops adleri vagy Anolis adleri
  - Norops anisolepis vagy Anolis anisolepis
  - Norops baccatus vagy Anolis baccatus
  - Norops barkeri vagy Anolis barkeri
  - Norops biporcatus vagy Anolis biporcatus
  - Norops breedlovei vagy Anolis breedlovei
  - Norops capito vagy Anolis capito
  - Norops compressicaudus vagy Anolis compressicaudus
  - Norops crassulus vagy Anolis crassulus
  - Norops cumingii vagy Anolis cumingii
  - Norops cuprinus vagy Anolis cuprinus
  - Norops cymbops vagy Anolis cymbops
  - Norops dollfusianus vagy Anolis dollfusianus
  - Norops duellmani vagy Anolis duellmani
  - Norops dunni vagy Anolis dunni
  - Norops forbesi vagy Anolis forbesi
  - Norops gadovii vagy Anolis gadovii
  - Norops garmani vagy Anolis garmani
  - Norops isthmicus vagy Anolis isthmicus
  - Norops laeviventris vagy Anolis laeviventris
  - Norops lemurinus vagy Anolis lemurinus
  - Norops liogaster vagy Anolis liogaster
  - Norops macrinii vagy Anolis macrinii
  - Norops matudai vagy Anolis matudai
  - Norops megapholidotus vagy Anolis megapholidotus
  - Norops microlepidotus vagy Anolis microlepidotus
  - Norops milleri vagy Anolis milleri
  - Norops naufragus vagy Anolis naufragus
  - Norops nebuloides vagy Anolis nebuloides
  - Norops nebulosus vagyAnolis nebulosus
  - Norops omiltemanus vagy Anolis omiltemanus
  - Norops parvicirculatus vagy Anolis parvicirculatus
  - Norops pentaprion vagy Anolis pentaprion
  - Norops petersii vagy Anolis petersii
  - Norops polyrhachis vagy Anolis polyrhachis
  - Norops pygmaeus vagy Anolis pygmaeus
  - Norops quercorum vagy Anolis quercorum
  - Norops rodriguezi vagy Anolis rodriguezi
  - barna anolisz (Norops sagrei) vagy (Anolis sagrei)
  - Norops schiedii vagy Anolis schiedii
  - Norops schmidti vagy Anolis schmidti
  - Norops serranoi vagy Anolis serranoi
  - Norops sericeus vagy Anolis sericeus
  - Norops simmonsi vagy Anolis simmonsi
  - Norops subocularis vagy Anolis subocularis
  - Norops taylori vagy Anolis taylori
  - Norops tropidonotus vagy Anolis tropidonotus
  - Norops uniformis vagy Anolis uniformis
  - Norops utowanae vagy Anolis utowanae
- Polychrus  (Cuvier, 1817) – 1 faj
  - Polychrus marmoratus vagy Anolis marmoratus 
  - Polychrus gutturosus
- Xiphosurus  (Fitzinger, 1826) – 2 faj
  - Cuvier-kardfarkú anolisz (Xiphosurus cuvieri vagy Anolis cuvieri)
  - Roosevelt-kardfarkú anolisz (Xiphosurus roosevelti vagy Anolis roosevelti)

## Külső hivatkozások
- Képek az interneten a családba tartozó fajókról